# Chloé Réjon
Chloé Réjon, née le 28 avril 1972 à Paris, est une comédienne française, formée au Conservatoire national supérieur d'art dramatique de Paris. 

## Théâtre
- De 1992 à 1995 : Comédie de Reims et joue sous la direction de Christian Schiaretti :
- Le Grand Théâtre du monde de Pedro Calderón de la Barca, entré au répertoire de la Comédie-Française
- 1993 : La Poule d'eau de Stanislaw Witkiewicz, mise en scène Christian Schiaretti
- 1993 : L'Homme, la bête et la vertu de Luigi Pirandello, mise en scène Christian Schiaretti
- 1993 : La Noce chez les petits bourgeois de Bertolt Brecht, mise en scène Christian Schiaretti, Festival d'Avignon
- 1993 : Les Mystères de l'amour de Roger Vitrac, mise en scène Christian Schiaretti, Festival d'Avignon
- 1993 : Les Coréens de Michel Vinaver, mise en scène Christian Schiaretti, Comédie-Française Théâtre du Vieux-Colombier, Comédie de Reims
- 1994 : Ahmed le subtil de Alain Badiou, mise en scène Christian Schiaretti, Festival d'Avignon
- 1995 : Les Ratés de Lenormand, mise en scène Jean-Louis Benoît
- 1999 : Fragments Koltès de Bernard-Marie Koltès, mise en scène Catherine Marnas
- 1999 : Énéide, lecture dirigée par Brigitte Jaques
- 2001 : Les Liaisons dangereuses d'après Pierre Choderlos de Laclos, mise en scène Philippe Faure
- 2002 : La Mouette d'Anton Tchekhov, mise en scène Philippe Calvario, Théâtre national de Bretagne, Théâtre des Célestins, Théâtre des Bouffes du Nord
- 2002 : Les Hommes sans aveu de Yann Apperry, mise en scène Bélisa Jaoul
- 2003 : Les Hommes sans aveu de Yann Apperry, mise en scène Belisa Jaoul, Théâtre national de Chaillot
- 2003 : Solness le constructeur d'Henrik Ibsen, mise en scène Sandrine Anglade, Théâtre des Célestins
- 2004 : Solness le constructeur d'Henrik Ibsen, mise en scène Sandrine Anglade, Théâtre de l'Athénée-Louis-Jouvet
- 2004 : Roberto Zucco de Bernard-Marie Koltès, mise en scène Philippe Calvario, Comédie de Reims, Théâtre des Bouffes du Nord
- 2005 : Troïlus et Cressida de William Shakespeare, mise en scène Bernard Sobel
- 2006 : Don, mécènes et adorateurs d'Alexandre Ostrovski, mise en scène Bernard Sobel
- 2007 : Du malheur d'avoir de l'esprit d'Alexandre Griboïedov, mise en scène Jean-Louis Benoît, Théâtre national de Chaillot, Théâtre des Célestins, Théâtre national de Nice, La Criée
- 2007 : Le Mendiant ou la mort de Zand de Iouri Olecha, mise en scène Bernard Sobel
- 2008 : Rouge, Carmen d'après Prosper Mérimée, mise en scène Juliette Deschamps, Nuits de Fourvière
- 2009 : Rouge, Carmen d'après Prosper Mérimée, mise en scène Juliette Deschamps, Théâtre national de l'Opéra-Comique, Le Grand T, tournée
- 2009 : Une maison de poupée d'Henrik Ibsen, mise en scène Stéphane Braunschweig, Théâtre national de la Colline
- 2010 : Une maison de poupée d'Henrik Ibsen, mise en scène Stéphane Braunschweig, Théâtre national de Bretagne, Comédie de Reims
- 2010 : Lulu de Frank Wedekind, mise en scène Stéphane Braunschweig, Théâtre national de la Colline
- 2014 : Le Canard sauvage d'Henrik Ibsen, mise en scène Stéphane Braunschweig, Théâtre national de la Colline
- 2014-16 : Le Dernier jour du jeûne, de et mise en scène Simon Abkarian, Théâtre Nanterre-Amandiers et tournée
- 2020 : Iphigénie de Jean Racine, mise en scène Stéphane Braunschweig, Odéon-Théâtre de l'Europe
- 2021 : Comme tu me veux de Luigi Pirandello, mise en scène Stéphane Braunschweig, Odéon-Théâtre de l'Europe
- 2022 : Jours de Joie d'Arne Lygre, mise en scène Stéphane Braunschweig, Odéon-Théâtre de l'Europe
- 2023 : Andromaque de Jean Racine, mise en scène Stéphane Braunschweig, Odéon-Théâtre de l’Europe

## Filmographie

### Cinéma

#### Longs métrages
- 1991 : Le Collier perdu de la colombe de Nacer Khémir
- 2007 : Les Yeux bandés de Thomas Lilti

#### Courts métrages
- 2001 : Indécence de et par Christian Sonderegger
- 2003 : La vie est un singe de Paul Saintillan
- 2005 : Contre temps d'Armel Hostiou
- 2008 : La Courbe de Ninon Brétécher

### Télévision

#### Documentaires et reportages
- 2008 : Philippe Torreton : au cœur de l'acteur d'Antoine Benoit
- 2014 : Simone Veil, album de famille d'Hugues Nancy : narratrice
- 2019 : Une si Belle époque! La France d'avant 1914 de Hugues Nancy : narratrice
- 2021 : Colonisation, une histoire française d'Hugues Nancy : narratrice
- 2023 : Les Étrusques : L'Essor et le Déclin d'une civilisation d'Alexis de Favitski : narratrice
- 2025 : 1939-1945, Et le monde bascule de Mickaël Gamrasni : narratrice

#### Série télévisée
- 1991 : Cas de divorce d'Antoine Masson et Jean-Paul Podevin (saison 1, épisode 99 : Valérie Deroche)

## Distinctions
- 2003 : Meilleur jeune espoir féminin (prix du Jury) au Festival Jean-Carmet de Moulins